# Джонатан Хоусън
Джонатан Марк Хоусън на английски: Jonathan Mark Howson или както по-често е наричан „Джони“ Хоусън е английски футболист, централен полузащитник, който се състезава в Чемпиъншип за Мидълзбро

## Биография
Джони е роден на 21 май 1988 г., в Морли, Западен Йоркшър, предградие на Лийдс. Учи в Morley Victoria Primary School и Bruntcliffe High School.

## Кариера

### „Лийдс Юнайтед“
В академията на „Лийдс“ започва през 1997 г. Там тренира наред с други известни футболисти, като Джеймс Милнър и Аарън Ленън. На 22 август 2006 г. Джонатан е заявен за първия си мач в стартовия състав за Купата на Лигата срещу „Честър Сити“, но не дебютира за клуба в този мач. На 18 септември същата година подписва тригодишен договор с „белите“.

### „Норич Сити“
На 18 януари 2012 г. официалният сайт на „Лийдс“ съобщава, че клубът „неохотно се е съгласил“ да продаде Джони на „ФК Норич Сити“.
Дебютира за „новия си круб на 3 март, в маче срещу „Стоук Сити“.

## Постижения

### Отборни
- Второ място в Първа лига на Англия – 2009/10

### Лични
- Най-добър млад футболист на „Лийдс“ – 2007/08, 2010/11
- Играч на месеца в Чемпиъншип – март 2011